# Помян (герб)
Помян (пол. Pomian, Bawolagłowa, Pierścina (Perstina), Poman, Pomianowicz, Proporczyk) — польский дворянский герб.

## Описание
В голубом поле чёрного цвета голова зубра, проткнутая между глазами мечом от правого угла к левому. Над шлемом видна закованная в латы рука, держащая обнаженный меч. Начало герба относят к XIII веку.

## Герб используют
Каминьски (Kaminski), Абрамовичи (Abramowicz), Аведики (Awedyk), Багневские (Bagniewski), Бартошевичи (Bartoszewicz), Бесекерские (Besiekierski, Biesiekierski), Бяллозор (Biallozor), Бялосукня (Bial/osuknia), Бесерские (Biesierski), Бочковские (Boczkowski), Богатко (Bogatko, Bohatko), Боржевские (Borzewski), Брайчевские (Brajczewski), Брониш (Bronisz), Бронишевские (Broniszewski), Брудзевские (Brudzewski), Бржончевские (Brzaczewski), Бржеховские (Brzechowski), Бржозовские (Brzozowski), Бржуховские (Brzuchowski), Букатые (Bukaty), Хабельские (Chabielski), Халинские (Chalinski), Хебда (Chebda), Хмелевские (Chmielewski), Ценские (Cienski), Цеслинские (Cieslinski), Цесновские (Ciesnowski, Ciosnowski), Чапевские (Czapiewski), Домбровские (Dabrowski), Длужневские (Dluzniewski), Дзембовские (Dziemboski, Dziembowski), Дзенгелл (Dziengell), Гайдамовичи (Gajdamowicz), Гатовские, Гледзяновские (Gledzianowski), Глинские (Glinski), Гнушинские (Gnuszynski), Горчинские (Gorczynski), Горские (Gorski), Грабенские (Грабинские, Grabienski, Grabinski), Грабовские (Grabowski), Грабские (Grabski), Гроховские (Grochowski), Ганцевичи (Hancewicz), Ганевские (Haniewski), Гебда (Hebda), Гумель (Humel, Hummel), Издебские (Izdebski), Янчевские (Janczewski), Янчинские (Janczynski), Яранд (Jarand), Ярунт (Jarunt), Язвинские (Jazwinski), Юрага (Juraha), Юранда (Juranda), Качковские (Kaczkowski), Качинские (Kaczynski), Каменацкие (Kamionacki), Касинские (Kasinski), Кемпальские (Kepalski), Кенсовские (Kesowski), Келчевские (Kielczewski), Клобские (Klobski), Клодзинские (Klodzinski), Клопотовские (Klopotowski), Кобержицкие (Kobierzycki), Кольковские (Kolkowski), Коловские (Kolowski), Колуцкие (Koludzki), Комеровские (Komierowski), Копчевские (Kopczewski), Коссинские (Kosinski), Котовские (Kotowski), графы и дворяне Круковецкие (Krukowiecki, v. Ziemblic), Крушинские (Kruszynski), Кучинские (Kuczynski), Лешинские (Leszynski), Левинские (Lewinski), Линовские (Linowski), Липинские (Lipinski), Любоменские (Lubomeski), Любомыские (Lubomyski), Ласко (Лашко, Lasko, Laskko, Laszko), Лавские (Lawski), Лубенские (Lubienski), Маковецкие (Makowetzki, Makowiecki), Малявские (Malawski), Меливские (Mieliwski), Милевские (Milewski), Мисецкие (Misiecki), Модлибог (Modlibog), Мотылевские (Motylowski), Нетарбовские (Netarbowski), Нечатовские (Nieczatowski), Нетуховские (Nietuchowski), Невеши (Niewiesz), Нежиховские (Niezychowski), Носиловские (Nosilowski), Нововейские (Nowowiejski, Nowowieyski), Одровские (Odrowski), Огоновские (Ogonowski), Ольшевские (Olszewski), Осецкие (Osiecki), Осинские (Osinski), Остромецкие (Остроменцкие, Ostromecki), Оссуховские (Ossuchowski), Пезарские (Pezarski), Пентка (Pientka, Pietka), Пентковские (Pientkowski, Pietkowski), Петрусевичи (Pietrusiewicz), Петкевичи (Pietkiewicz), Пентковичи (Pietkowicz), Пентовские (Pietowski), Петрковские (Piotrkowski), Пломковицкие (Plomkowicki), Пленковские (Plinkowski), Пломковские (Plomkowski, Plonkowski), Подольские (Podolski), Поклатецкие (Poklatecki), Помяны (Pomian), Помянковские (Pomiankowski), Помяновские (Pomianowski), Попковские (Popkowski), Пожецкие (Поржецкие, Porzecki), Пожарские (Pozarski), Прейсс (Preuss), Пржецлавские (Przeclawski), Пржистановские (Przystanoski, Przystanowski), Псарские (Psarski), Пуклятецкие (Puklatecki), Пулаские (Pulaski), Рацецкие (Raciecki), Раценские (Racieski), Рачинские (Raczynski), Радецкие (Radecki), Ромбеские (Rabieski), Рухоцкие (Ruchocki), Рюдигер (Ридигер, Rudiger, Ruediger), Рудницкие (Rudnicki), Рылло (Ryllo), Рымкевичи (Rymkiewicz, Rynkiewicz), Сацевичи (Sacewicz), Сагайло (Сонгайло, Sagajlo, Sagaylo, Songajlo), Саки Саковичи (Saka Sakowicz), Саковичи (Sakowicz), Серафиновичи (Serafinowicz), Сицинские (Sicinski), Сержпинские (Sierzpinski), Скубарчевские (Skubarczewski), Собечовские (Sobieczowski), Соколовские (Sokolowski), Солецкие (Solecki), Средницкие (Srednicki), Сржедницкие (Srzednicki), Стынвацкие (Stynwacki), Суленские (Sulenski), Сулевские (Sulewski), Сулигостовские (Suligostowski), Суские (Suski), Свержевские (Swierzewski), Сыцинские (Sycinski), Щепанские (Szczepanski), Сливинские (Sliwinski), Тольтциг (Toltzig), Трленские (Trleski), Варшимовские (Warszymowski, Warzymowski), Вавржимовские (Wawrzymowski), Веровичи (Werowicz), Вендзягольские (Wedziagolski), Вихровские (Wichrowski), Вилькостовские (Wilkostowski), Вольские (Wolski, Wolski z Koziol), Возинские (Wozinski), Загаевские (Zagajewski), Закржевские (Zakrzewski), Здановские (Zdanowski), Здзеницкие (Zdzenicki, Zdzienicki), Жерославские (Zeroslawski), Зубрицкие (Zubrzycki), Жилло (Zyllo).
Помян изм.
Круковецкие (Krukowiecki), Лубенские (Lubienski), Радзишевские (Radziszewski), Ридигер (Рюдигер, Rudiger), Саковичи (Sakowicz), Соколевские (Соколовские, Sokolewski, Sokolowski).
Помян II изм.
Бугнеровичи (Bugnerowicz).